# Centraal-Maaslands
Het Centraal-Maaslands (Limburgs: Centraal-Maaslandjs) is een groep Limburgse dialecten, ingedeeld volgens het Woordenboek van de Limburgse dialecten (WLD). De dialectgroep omvat bepaalde dialecten in zowel Nederlands- als Belgisch-Limburg. 
Het Centraal-Maaslands valt onder het grotere geheel van het Centraal-Limburgs. Het heeft meer overeenkomsten met het Oost- dan met het West-Limburgs.

## Omvang
Het WLD rekent de volgende plaatsen tot het taalgebied van het Centraal-Maaslands:
- Berg aan de Maas
- Born
- Buchten
- Dilsen
- Echt
- Eisden
- Elsloo
- Geulle
- Grevenbicht
- Guttecoven
- Houthem
- Illikhoven
- Kerensheide
- Lanklaar
- Maaseik
- Maasmechelen
- Meers
- Nattenhoven
- Obbicht
- Ohé en Laak
- Papenhoven
- Rekem
- Roosteren
- Rothem
- Stein
- Stokkem
- Urmond